# クリスチナ・コメンチーニ
クリスチナ・コメンチーニ（Cristina Comencini, 1956年5月8日 - ）は、イタリアの映画監督、脚本家、小説家である。

## 人物
父親はイタリアの映画監督ルイジ・コメンチーニである。姉妹たちとともにLycée français Chateaubriandに通った。
自身の小説を自ら脚本・監督した2005年の映画『心の中の獣』がアカデミー外国語映画賞にノミネートされた。
最新作Quando la notteが第68回ヴェネツィア国際映画祭のコンペティション部門で上映される予定である。

## 主なフィルモグラフィ
- Zoo (1989) 監督・原案・脚本
- La fine è nota (1993) 監督・脚本
- 心のおもむくままに Va' dove ti porta il cuore (1996) 監督・脚本
- Matrimoni (1998) 監督・原案・脚本
- Liberate i pesci! (2000) 監督・脚本
- Il più bel giorno della mia vita (2002) 監督・脚本
- 心の中の獣 (2005) 監督・脚本・原作
- Quando la notte (2011) 監督・脚本・原作